# Rodina-Klasse
Die Flusskreuzfahrtschiffe der Rodina-Klasse, die auch als Projekt 588 oder BiFa Typ A (deutsch: Binnenfahrgastschiff) bekannt war, sind fluss- und kanalgängige Binnenpassagiermotorschiffe mittelgroßer Bauart. Die erste Serie wurde von der Bauwerft oft als Typ V. Chkalov (dt. W. Tschkalow) bezeichnet, eine andere Werftbezeichnung dieser Schiffe war (Binnenfahrgastschiff Typ A). Die sowjetischen und heute russischen Besatzungen nennen die Schiffsklasse einfach немцы – die Deutschen.

## Einzelheiten
Die VEB Mathias-Thesen-Werft in Wismar baute in den Jahren 1953 bis 1961 49 Einheiten der Schiffsklasse für die Sowjetunion. Das erste Schiff dieser Klasse, V. Chkalov, benannt nach dem Piloten Waleri Pawlowitsch Tschkalow, wurde am 26. Dezember 1953 abgeliefert. Bis 1961 wurden weitere 48 Einheiten vollendet und übergeben. Es gibt zwei Ausführungen der Projekt-588-Klasse, genannt I. (11 Schiffe) und II. Serie (38 Schiffe), die sich durch Fahrgastzahl, maximale Belastung und innere Ausrüstung unterscheiden. In der Sowjetunion wurden sie als Binnenfahrgastverkehr- und Touristenschiffe auf Wolga, Kama, Don, Newa und Jenissej verwendet. Für ihre Zeit waren sie komfortable und zuverlässige Schiffe mit feiner Stromlinienform. Es gab kein festes System in ihrer Benennung; die Schiffe wurden in der Mehrzahl nach sowjetischen bzw. russischen Prominenten oder Märchengestalten benannt, z. B. Ilja Muromez, Kosmonaut Ju. Gagarin, I. S. Turgenew, Iwan Sussanin, Aleksandr Nevskiy (Alexander Newski), andere haben geographische Namen wie Ural oder Elbrus. Die deutsche Herkunft spiegelt sich in den Namen einiger Schiffe wie Karl Marks (Karl Marx), Friedrich Engels, Karl Liebknecht, Rosa Luxemburg und Ernst Thälmann wider.

## Technische Beschreibung
Die Schiffe mit fünf Decks werden von drei Dieselmotoren des Typs R6DV48 des Motorenherstellers VEB Schwermaschinenbau „Karl Liebknecht“ (SKL) angetrieben, die direkt auf die drei Schrauben wirken. Viele Einheiten der Projekt-588-Klasse sind bis heute im Dienst, einige von ihnen wurden stillgelegt und nur sieben Schiffe wurden bisher außer Dienst gestellt. Ein Schiff sank, drei brannten aus und weitere drei wurden ausgemustert und abgewrackt. Infolge des fortgefallenen Bedarfes im Binnenfahrgastverkehr (Eisenbahn-, Luft- und Busverkehr wurden bequemer, schneller und billiger) werden sie heute von verschiedenen Reedereien nur noch als Touristenschiffe benutzt. Zur Verbesserung des Komforts der Touristen wurden viele Schiffe durch Renovierung der Kajüten und der anderen Fahrgasträume sowie der Erneuerung der verschiedenen Schiffsausrüstungen nach heutigen Standards, z. B. Antriebs-, Sicherheits- und Navigationssystemen modernisiert.

## Liste der Schiffe
| Baumonat und -jahr | Baunummer | Bild          | Name (englisch / russisch)                 | Reederei           | Flagge      | Umbenennungen und Verbleib |
| März 1954          | 13001     |               | V. Chkalov В. Чкалов                       | JRP, Krasnojarsk   | →           | Im neuesten RRR-Buch aus Versehen sind Buchstaben kleingeschrieben und voller Vorname statt Initiale Валерий Чкалов                                                                |
| Juni 1954          | 13002     |               | A. Matrosov А. Матросов                    | JRP, Krasnojarsk   | →           | Im neuesten RRR-Buch aus Versehen sind Buchstaben kleingeschrieben und fehlt Leerstelle nach dem Punkt – А.Матросов                                                                |
| September 1954     | 13003     |               | Aleksey Tolstoy Алексей Толстой            | WORP, Gorki        | →           | *ex N. Gastello; modernisiert, noch ein weiteres Deck aufgebaut |
| April 1955         | 13004     |               | Arabella Арабелла                          | WORP, Gorki        | →           | *ex L. Dovator (bis 2002); modernisiert, am 10. Juli 2011 79 Menschen von der gesunkenen Bulgaria gerettet; gestrichen im August 2014 und verschrottet ca. 2018                    |
| Juni 1955          | 13005     |               | Svyataya Rus Святая Русь                   | WORP, Gorki        | →           | *ex Rodina (bis 2006); gestrichen 2018, verbrannt am 13. August 2019 in Bor und verschrottet 2020                                                                                  |
| 1955               | 13006     |               | Tsezar Цезарь                              | WORP, Gorki        | →           | *ex Ernst Telman (2004–); im „Китайский сервиз“ unter dem Namen „Святитель Николай“ 1998 gefilmt                                                                                   |
| April 1956         | 11000     |               | Ocharovannyy Strannik Очарованный Странник | WORP, Gorki        | →           | *ex Andrey Vyshinskiy, Taras Shevchenko, Sergey Kuchkin, Taras Shevchenko |
| Juni 1956          | 11001     | Bild          | F. Engels Ф. Энгельс                       | WORP, Gorki        | →           | gesunken am 6. November 2003 auf der Ostsee vor Kaliningrad; gestrichen im November 2003                                                                                           |
| September 1956     | 11002     |               | I. A. Krylov И. А. Крылов                  | WORP, Gorki        | →           | |
| November 1956      | 11003     |               | Solnechnyy Gorod Солнечный Город           | WORP, Gorki        | →           | *ex Karl Libknekht (bis 2002), Y. Nikulin (bis 2014) |
| Dezember 1956      | 11004     | Ilyich (1956) | Ilyich Ильич                               | WORP, Gorki        | →           | Flotel vor Kineschma seit 2006 |
| April 1957         | 112       |               | Aleksandr Nevskiy Александр Невский        | WORP, Gorki        | →           | |
| Mai 1957           | 113       |               | Severnaya Skazka Северная Сказка           | WORP, Gorki        | →           | *ex Karl Marks |
| Juni 1957          | 114       |               | Knyaz Donskoy Князь Донской                | WORP, Gorki        | →           | *ex Dmitriy Donskoy, Kabargin, am 4. Oktober 2016 während Reparaturarbeiten auf der Werft gesunken, gestrichen 2016, am 6. Februar 2017 in Mari El verbrannt und 2018 verschrottet |
| 1957               | 115       |               | Mikhail Kutuzov Михаил Кутузов             | WORP, Gorki        | →           | |
| August 1957        | 116       |               | Dmitriy Pozharskiy Дмитрий Пожарский       | WORP, Gorki        | →           | |
| November 1957      | 117       |               | Ryleev Рылеев                              | WORP, Gorki        | →           | gestrichen und verschrottet 2018 |
| Dezember 1957      | 118       |               | Alesha Popovich Алеша Попович              | WORP, Gorki        | →           | gestrichen und verschrottet 2014 |
| Dezember 1957      | 119       |               | Prikamye Прикамье                          | WORP, Gorki        | →           | *ex Dobrynya Nikitich |
| März 1958          | 120       |               | Ilja Muromez Илья Муромец                  | WORP, Gorki        | →           | |
| April 1958         | 121       |               | Bagration Багратион                        | WORP, Gorki        | →           | gestrichen im Oktober 1999; verschrottet 2004 |
| Mai 1958           | 122       |               | Kosmonavt Gagarin Космонавт Гагарин        | WORP, Gorki        | →           | *ex Kavkaz (1961–); modernisiert 2005 und 2008 |
| Juni 1958          | 123       | Bild          | Taras Bulba                                | WORP, Astrachan    | →           | *ex Ural, Inzhener Ptashnikov; modernisiert, statt Kinosaal Basket- und Fußballsaal                                                                                                |
| Oktober 1958       | 124       |               | Valentina Tereshkova                       | WORP, Astrachan    | Sowjetunion | *ex Elbrus (bis 1963); im „Девичья весна“ 1960 gefilmt; verbrannt, gestrichen und verschrottet 1978 bei Astrachan                                                                  |
| November 1958      | 125       | Bild          | Altay                                      | SSRP, Leningrad    | Sowjetunion | im „Невероятные приключения итальянцев в России“ 1973 gefilmt; verkauft nach Baltikum; verschrottet in den 1990er-Jahren                                                           |
| Dezember 1958      | 126       |               | Mikhail Lermontov                          | WORP, Astrachan    | →           | *ex Kazbek; gestrichen Juli 1998; verschrottet 2003 |
| März 1959          | 127       |               | N. V. Gogol                                | WORP, Gorki        | →           | |
| April 1959         | 128       | Bild          | A. I. Gertsen                              | WORP, Gorki        | →           | |
| Mai 1959           | 129       |               | Anichka                                    | SSRP, Leningrad    | → ?         | *ex T. G. Shevtshenko (bis 1994), Svyatoy Petr (1994–1997); gesunken vor Sligo, Irland; gestrichen 2003                                                                            |
| Juni 1959          | 130       | Bild          | I. S. Turgenev                             | WORP, Gorki        | →           | gestrichen und verschrottet 2017 |
| August 1959        | 131       |               | G. V. Plekhanov                            | WORP, Gorki        | →           | gestrichen 2019 und verschrottet im September 2020 |
| September 1959     | 132       | Bild          | K. A. Timiryazev                           | WORP, Astrachan    | →           | |
| Dezember 1959      | 133       | Bild          | Denis Davydov                              | WORP, Astrachan    | →           | |
| Februar 1960       | 134       |               | Petr Pervyy                                | MRP, Moskau        | →           | *ex Ivan Susanin (bis 1992); 1992–2004 auf Maas, Holland |
| März 1960          | 135       | Bild          | Sergo Ordzhonikidze                        | MRP, Moskau        | Sowjetunion | verbrannt 1992 auf Onegasee; im „Титаник“ der Gruppe „Nautilus Pompilius“ 1994 gefilmt; gestrichen und verschrottet 1995                                                           |
| April 1960         | 136       | Bild          | Kozma Minin                                | WORP, Gorki        | →           | |
| August 1960        | 137       |               | Avrora                                     | WORP, Gorki        | →           | *ex Stepan Razin (bis 2003); gestrichen 2013 und verschrottet |
| Oktober 1960       | 138       |               | Y. Dolgorukiy                              | WORP, Gorki        | →           | gestrichen im Juni 2012 und verschrottet |
| November 1960      | 139       | Bild          | General I. D. Chernyakhovskiy              | WORP, Gorki        | →           | |
| Dezember 1960      | 140       |               | Rus Velikaya                               | WORP, Gorki        | →           | *ex General N. F. Vatutin (bis 2011) |
| Januar 1961        | 141       | Bild          | Pavel Bazhov                               | KRP, Perm          | →           | *ex Vilgelm Pik (bis 1992) |
| April 1961         | 142       |               | A. S. Popov                                | SSRP, Leningrad    | →           | |
| Juli 1961          | 143       |               | Petrokrepost                               | SSRP, Leningrad    | →           | *ex N. K. Krupskaya (bis 1993); gestrichen und verschrottet 2012 |
| August 1961        | 144       |               | Dve Stolitsy                               | BORP, Petrosawodsk | →           | *ex K. E. Tsiolkovskiy, Anatoliy Papanov; Unfall 1996 vor Valaam, 2001 Brand und Untergang bei Sankt Petersburg; modernisiert                                                      |
| September 1961     | 145       | Bild          | F. Zholio-Kyuri                            | KRP, Perm          | →           | verbrannt im Oktober 2011 in der Base |
| Oktober 1961       | 146       |               | F. I. Panfyorov                            | KRP, Perm          | →           | Im neuesten RRR-Buch aus Versehen ist der Name fehlerhaft als Ф.И.ПАНФЁРОВ geschrieben,; modernisiert, noch ein weiteres Deck aufgebaut                                            |
| November 1961      | 147       | Bild          | Fedor Gladkov                              | KRP, Perm          | →           | |
| Dezember 1961      | 148       |               | Aleksandr Fadeyev                          | KRP, Perm          | →           | |
| Dezember 1961      | 149       |               | Khirurg Razumovskiy                        | KRP, Perm          | →           | modernisiert, noch ein weiteres Deck aufgebaut |

JRP – Jenisseiskoje Retschnoje Parochodstwo; WORP – Wolschskoje Objedinjonnoje Retschnoje Parochodstwo (heutige – Wolschskoje Parochodstwo, WP); MRP – Moskowskoje Retschnoje Parochodstwo; KRP – Kamskoje Retschnoje Parochodstwo; BORP – Belomoro-Oneschskoje Retschnoje Parochodstwo; SSRP – Sewero-Sapadnoje Retschnoje Parochodstwo;

### (A)
- Amur-Klasse, Projekt Q-003 (386)
- Volga-Klasse, Projekt Q-031
- Maksim-Gorkiy-Klasse, Projekt Q-040
- Vasiliy-Surikov-Klasse, Projekt Q-040A
- Ukraina-Klasse, Projekt Q-053
- Anton-Chekhov-Klasse, Projekt Q-056
- Sergey-Yesenin-Klasse, Projekt Q-065

### (CZ)
- Rossiya-Klasse, Projekt 785
- Oktyabrskaya-Revolyutsiya-Klasse, Projekt 26-37
- Valerian-Kuybyshev-Klasse, Projekt 92-016

### (D)
- Baykal-Klasse, Projekt 646
- Vladimir-Ilyich-Klasse, Projekt 301
- Dmitriy-Furmanov-Klasse, Projekt 302

### (H)
- Dunay-Klasse, Projekt 305